# C8 karabin
|  | Sammenskrivningsforslag Artiklen Karabin M/96 er foreslået føjet ind i C8 karabin. (Siden august 2017) Diskutér forslaget |

|  | Sammenskrivningsforslag Artiklen Gevær M/10 er foreslået føjet ind i C8 karabin. (Siden august 2017) Diskutér forslaget |

C8 karabin (Colt Canada C8) er en karabin fremstillet af den canadiske virksomhed Diemaco (Colt). Det er en videreudvikling af M4-karabinen under betegnelsen Karabin M/96. 

## Anvendelse i Danmark
Karabinen bruges af Forsvaret som standard udleveret våben, både til værnepligtige og til fast ansat personel, primært soldater der arbejder med logistik eller i kampvogne, hvor et langt våben er til besvær. C8 bruges også af Jægerkorpset og Frømandskorpset.
| Militær | Spire Denne artikel om militær er en spire som bør udbygges. Du er velkommen til at hjælpe Wikipedia ved at udvide den. |